# Marlon Redmond
Marlon Bernard Redmond, (San Francisco, California, 15 de abril de 1955) es un exjugador de baloncesto estadounidense. Con 1.98 de estatura, su puesto natural en la cancha era el de escolta.

## Estadísticas de su carrera en la NBA

### Temporada regular
| Año     | Equipo       | PJ | PT | MPP  | %TC  | %3P  | %TL  | RPP | APP | ROB | TPP | PPP |
| ------- | ------------ | -- | -- | ---- | ---- | ---- | ---- | --- | --- | --- | --- | --- |
| 1978-79 | Kansas City  | 49 | -  | 15.0 | .432 | -    | .620 | 2.2 | 1.2 | .6  | .3  | 7.2 |
| 1978-79 | Philadelphia | 4  | 0  | 5.8  | .083 | -    | -    | 2.6 | .3  | .3  | .0  | .5  |
| 1979-80 | Kansas City  | 24 | -  | 12.4 | .428 | .000 | .706 | 2.2 | .8  | .2  | .4  | 5.9 |
| Total   | Total        | 77 | 0  | 13.7 | .423 | .000 | .655 | 2.1 | 1.0 | .4  | .3  | 6.5 |